# Denham (Australia)
Denham – miasto w Australii, w stanie Australia Zachodnia.